# Józef Iwanicki
Józef Iwanicki (ur. 12 marca 1902 w Jelonku, zm. 4 sierpnia 1995 w Warszawie) – duchowny rzymskokatolicki, profesor filozofii i logiki, rektor Katolickiego Uniwersytetu Lubelskiego oraz Akademii Teologii Katolickiej.

## Życiorys
Syn Antoniego i Tekli z Wiktorowiczów. Po ukończeniu szkoły podstawowej w Jelonku uczył się w gimnazjum w Piotrkowie Trybunalskim, a od klasy szóstej w Humanistycznym Gimnazjum i Liceum im. Jana Długosza i Piusa X we Włocławku. Rok po uzyskaniu matury, którą zdał 16 maja 1922 roku wstąpił do Wyższego Seminarium Duchownego we Włocławku. Po dwóch latach nauki rozpoczął w 1925 roku studia uniwersyteckie w Strasburgu, gdzie studiował matematykę, filozofię i teologię. W listopadzie 1926 roku złożył egzamin bakalaureatu (magisterski), w 1928 uzyskał stopień licencjata, a doktorat uzyskał w 1933 roku. W latach 1933–1934 studiował nadal filozofię i matematykę w Strasburgu po czym przeniósł się do Ecole des Hautes Etudes, gdzie studiował filozofię XVII-wieczną. Równocześnie pracował w College de France i na Sorbonie. Po powrocie do kraju w 1935 pracował w Wyższym Seminarium Duchownym we Włocławku, gdzie do wojny wykładał logikę, teodyceę i ontologię. Święcenia kapłańskie otrzymał 29 sierpnia 1936 roku. W okresie pracy w seminarium był jednocześnie współpracownikiem "Ateneum Kapłańskiego".
W czasie okupacji niemieckiej wykładał na kompletach i w Seminarium Duchownym Księży Marianów w Warszawie. W 1945 powrócił do Włocławka i od kwietnia podjął wykłady z logiki i historii filozofii w reaktywowanym seminarium. Od marca 1946 roku prowadził wykłady z logiki na Wydziale Teologii Katolickiej Uniwersytetu Warszawskiego, a od listopada tegoż roku podjął wykłady z metodologii na Wydziale Filozofii Chrześcijańskiej w Katolickim Uniwersytecie Lubelskim. Pracował również w "Ateneum Kapłańskim" w dziale recenzji i sprawozdań.
W 1952 roku otrzymał tytuł i stanowisko profesora nadzwyczajnego na Katolickim Uniwersytecie Lubelskim. Po aresztowaniu przez Urząd Bezpieczeństwa ks. Antoniego Słomkowskiego, został wybrany na rektora, którym był do października 1956 roku. Po utworzeniu w 1954 roku Akademii Teologii Katolickiej w Warszawie został jej profesorem zwyczajnym i kierownikiem Katedry Psychologii Teoretycznej i Eksperymentalnej. W 1956 roku zrezygnował z pracy w KUL-u i przeniósł się na stałe do Warszawy. W latach 1965–1972 był rektorem ATK. Związany z ruchem księży patriotów. Kanonik Kapituły Katedry Włocławskiej.
Zmarł 4 sierpnia 1995 w Warszawie. Został pochowany na cmentarzu komunalnym we Włocławku.

## Wybrana twórczość
- Leibniz et les demonstrations mathematiques de lexistence de Dieu (1936)
- Dedukcja naturalna i logistyczna (1949)

## Odznaczenia
- Krzyż Oficerski Orderu Odrodzenia Polski (1969)[3]
- Krzyż Kawalerski Orderu Odrodzenia Polski (1954)[4]